# 星克
星克（1905年4月9日—1977年5月25日）沖繩（琉球）教育家、政治家。
1905年出生在石垣島。1922年，進入石垣島的白保尋常高等小學校擔任代用教員。他在教育界頗有名氣。他曾經於1934年將八重山語的古代歌謠《安里屋協作謠》改編成日本語。
沖繩島戰役之後，在大濱町先後擔任過收入役、助役、町長三個職務，後當選八重山群島議會議員。1954年3月14日，琉球政府舉行第2回立法院議員總選舉，星克當選立法院議員。立法院大量議席被保守派的政黨沖繩自由民主黨佔據，星克是該黨的成員之一。他批評沖繩人民黨，並力主設置共產主義政党調查特別委員會。1968年，擔任立法院議長。1972年，沖繩被美國交付日本，立法院被廢除。